# Ankerwanze

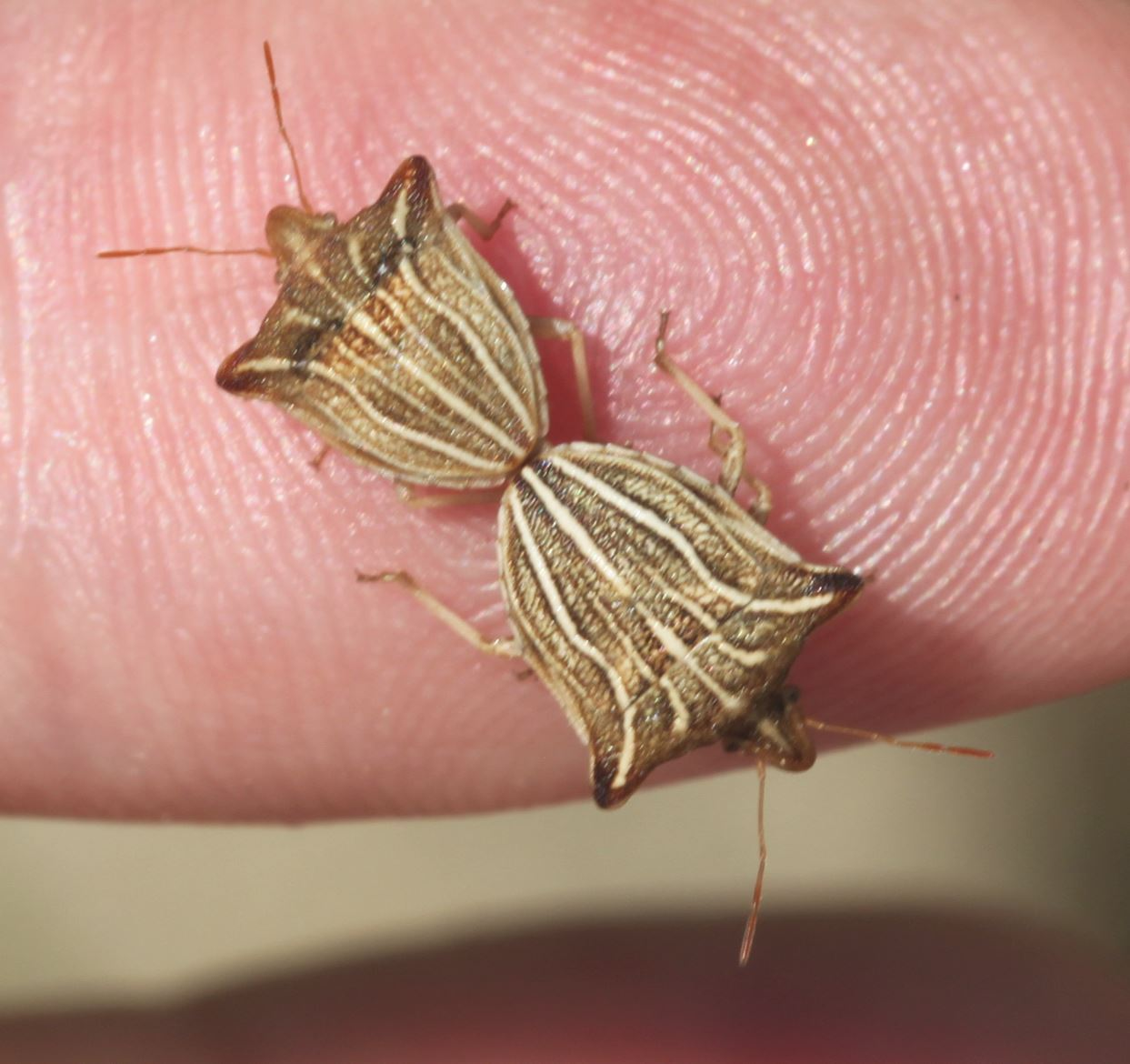
Paarung

Die Ankerwanze (Ancyrosoma leucogrammes), auch Weißlinierte Ankerwanze genannt, ist eine Wanze aus der Familie der Baumwanzen (Pentatomidae).

## Merkmale
Die dunkelbraunen Wanzen werden 6 bis 7 Millimeter lang. Der Halsschild besitzt an den Seiten Spitzen. Das Schildchen ist relativ groß. Der dreiecksförmige Kopf läuft vorne spitz zusammen. Die Wanzen weisen ein artspezifisches helles Längsstreifenmuster auf, das sich über Kopf, Halsschild und Schildchen erstreckt.

## Vorkommen
Die Art ist in Südeuropa heimisch. Ihr Verbreitungsgebiet reicht nach Norden in die Provence, nach Südtirol sowie in Österreich bis nach Graz.

## Lebensweise
Ancyrosoma leucogrammes findet man meist an Doldenblütlern (Apiaceae), insbesondere an Wilden Möhren (Daucus carota).

## Feinde
Die Wanzen werden von Raupenfliegen der Familie der Tachinidae parasitiert.
Hierbei werden folgende Arten genannt: Clytiomya dupuisi, Clytiomya sola und Gymnosoma clavatum.

## Taxonomie
Aus der Literatur sind folgende Synonyme bekannt:
- Ancyrosoma albolineatum Fabricius

## Etymologie
Die Artbezeichnung leucogrammes leitet sich aus dem Griechischen ab: leukos = „weiß“ und grammes = „Linien“. Der Name bezieht sich auf die arttypische Zeichnung der Wanzen.